# Liste der Baudenkmale in Norden
Die Liste der Baudenkmale in Norden enthält die nach dem Niedersächsischen Denkmalschutzgesetz geschützten Baudenkmale in der ostfriesischen Gemeinde Norden. Die Quelle der Baudenkmale ist der Denkmalatlas Niedersachsen. Der Stand der Liste ist der 1. April 2024.

## Allgemein
In den Spalten befinden sich folgende Informationen:
- Lage: die Adresse des Baudenkmales und die geographischen Koordinaten. Kartenansicht, um Koordinaten zu setzen. In der Kartenansicht sind Baudenkmale ohne Koordinaten mit einem roten Marker dargestellt und können in der Karte gesetzt werden. Baudenkmale ohne Bild sind mit einem blauen Marker gekennzeichnet, Baudenkmale mit Bild mit einem grünen Marker.
- Bezeichnung: Bezeichnung des Baudenkmales
- Beschreibung: die Beschreibung des Baudenkmales. Unter § 3 Abs. 2 NDSchG werden Einzeldenkmale und unter § 3 Abs. 3 NDSchG Gruppen baulicher Anlagen und deren Bestandteile ausgewiesen.
- ID: die Objekt-ID des Baudenkmales
- Bild: ein Bild des Baudenkmales, ggf. zusätzlich mit einem Link zu weiteren Fotos des Baudenkmals im Medienarchiv Wikimedia Commons. Wenn man auf das Kamerasymbol klickt, können Fotos zu Baudenkmalen aus dieser Liste hochgeladen werden:

## A
| Lage                                            | Bezeichnung                                 | Beschreibung | ID       | Bild           |
| ----------------------------------------------- | ------------------------------------------- | --- | -------- | -------------- |
| Alleestraße 18 53° 35′ 27″ N, 7° 11′ 31″ O      | Wasserturm                                  | Klargegliederter Ziegelbau auf quadratischem Grundriss unter Flachdach. Gebänderter Sockel. 1939.                                                                                         | 34340130 |                |
| Alleestraße 20 53° 35′ 26″ N, 7° 11′ 26″ O      | "Löwenhaus" (Gulfhof Seldenrüst)            | Geschweifter Giebel mit Figurenaufsätzen (Wassergötter). Seitlich vom Eingang Löwen als Wappenträger. 1789; Wirtschaftsteil um 1860.                                                      | 34340157 | Weitere Bilder |
| Alleestraße 29 / 30 53° 35′ 23″ N, 7° 11′ 15″ O | Doppelhaus (Bummert)                        | Doppelhaus in Ziegelbauweise. Wohl Ende 19.Jh. Bei Nr.29 Deckenbalken mit hölzernem Zapfenschloss, Wi-Teil verändert.                                                                     | 34340192 | BW             |
| Alleestraße 33 53° 35′ 22″ N, 7° 11′ 8″ O       | Gulfhaus                                    | | 52895471 | Weitere Bilder |
| Alleestraße 38 53° 35′ 16″ N, 7° 10′ 32″ O      | Gulfhaus                                    | | 34347156 | BW             |
| Alleestraße 38 53° 35′ 15″ N, 7° 10′ 32″ O      | Hofwurt                                     | | 34347819 | BW             |
| Alleestraße 65 53° 35′ 30″ N, 7° 11′ 36″ O      | Westgaster Windmühle                        | 3-stöckiger Galerieholländer. Rumpf auf oktogonalem Grundriss. Aufbau mit Teerpappe gedeckt. 1863.                                                                                        | 34342719 | Weitere Bilder |
| Alleestraße 65 53° 35′ 30″ N, 7° 11′ 36″ O      | Westgaster Windmühle (Müllerhaus)           | 2-gesch. mit verputztem Giebel und Rundbogenfenstern. 1863. | 34342751 | Weitere Bilder |
| Am Alten Siel 1 53° 35′ 31″ N, 7° 12′ 35″ O     | Sielschule (heute Sozialstation)            | 1-gesch. 7-achsiger Ziegelbau mit Lisenengliederung unter Halbwalmdach, 1893. | 34340305 |                |
| Am Alten Siel 3 53° 35′ 30″ N, 7° 12′ 31″ O     | Schmiede                                    | 1-gesch. Backsteinbau mit flachem Mittelrisalit und Zwerchhaus. Profiliertes Traufgesims. Um 1890.                                                                                        | 34340220 |                |
| Am Alten Siel 5 53° 35′ 29″ N, 7° 12′ 29″ O     | Norder Turnverein v. 1861 e. V. (Turnhalle) | 1-gesch. giebelständiger Ziegelbau unter flachgeneigtem Satteldach. Profilierte Trauf- und Giebelgesimse, verdachte Segmentbogenfenster. Um 1880.                                         | 34340247 |                |
| Am Alten Siel 7 53° 35′ 29″ N, 7° 12′ 28″ O     | Wohnhaus                                    | 1-gesch. giebelständiger Ziegelbau unter Satteldach. Profilierte Gesimsbänder und verdachte Segmentbogenfenster. 1892.                                                                    | 34340277 |                |
| Am Hafen 1 53° 35′ 22″ N, 7° 12′ 39″ O          | "Norder Zollamt"                            | 2–3-gesch. langgestreckter Ziegelbau mit reichen Ziegelziersetzungen an Fenstern und Gesimsen. Wandflächen durch Rundbogenfenster und Lisenen gegliedert. 1857.                           | 34342804 | Weitere Bilder |
| Am Hafen 6 53° 35′ 26″ N, 7° 12′ 44″ O          | Hafenmeisterei                              | | 34342778 | BW             |
| Am Hafen 8 53° 35′ 26″ N, 7° 12′ 40″ O          | "Villa Wilken"                              | 1-gesch. Putzbau mit Zwerchhäusern und Vorbauten. Fenster überwiegend erhalten. 1914. | 34340334 | BW             |
| Am Markt 53° 35′ 46″ N, 7° 12′ 14″ O            | Ludgeri-Kirche (Kirchwurt)                  | Großer Erdhügel, auf dem bis 1756 die Reste der monumentalen Andreaskirche standen. Einige ältere Grabsteine, umgeben von einer niedrigen Backsteinmauer. Älterer Baumbestand.            | 34335118 | BW             |
| Am Markt 53° 35′ 45″ N, 7° 12′ 19″ O            | Bismarck-Denkmal                            | Auf mannshohem Granitquadersockel bronzene Bismarck Statue. Arnold Künne Altene, Berlin 1901.                                                                                             | 34335141 | Weitere Bilder |
| Am Markt 53° 35′ 42″ N, 7° 12′ 18″ O            | Marktplatz                                  | Neu gepflastertes Geviert mit jüngeren Baumpflanzungen. | 34335166 | BW             |
| Am Markt 53° 35′ 41″ N, 7° 12′ 15″ O            | Blücherplatz                                | Von Bäumen und Büschen eingefasste Grünfläche, um 1865 an der Südwest-Ecke des Marktes angelegt                                                                                           | 34336584 | BW             |
| Am Markt 2 53° 35′ 49″ N, 7° 12′ 18″ O          | Wohn-/ Geschäftshaus                        | 2-gesch. Ziegelbau unter Mansarddach. Straßenfront mit Putzquaderungen und Zierelementen. Profiliertes Traufgesims. Um 1900.                                                              | 34335214 |                |
| Am Markt 3 53° 35′ 48″ N, 7° 12′ 19″ O          | "Hotel zur Post"                            | 2-gesch. Ziegelbau mit verputzter Straßenfassade. Hauptgebäude mit geschweiftem Giebel. Ende 19. Jh.                                                                                      | 34335240 | BW             |
| Am Markt 3 53° 35′ 49″ N, 7° 12′ 20″ O          | "Hotel zur Post" (Scheune)                  | Rückwärtig zum Hauptgebäude. Ende 19. Jh. | 34335297 | BW             |
| Am Markt 3 53° 35′ 48″ N, 7° 12′ 18″ O          | "Hotel zur Post" (Hoftor)                   | | 34336896 | BW             |
| Am Markt 3 53° 35′ 49″ N, 7° 12′ 19″ O          | "Hotel zur Post" (Stallgebäude)             | Seitlich vom Hauptgebäude. Ende 19. Jh. | 34335269 | BW             |
| Am Markt 4 / 5 53° 35′ 48″ N, 7° 12′ 19″ O      | Postamt                                     | Repräsentativer 2-gesch. Ziegelbau unter Satteldach mit Stufengiebeln und 2 symmetrisch angeordneten Zwerchhäusern. Fassadengliederung durch sandsteingefaßte Fenster. 1906.              | 34335038 |                |
| Am Markt 6 53° 35′ 47″ N, 7° 12′ 21″ O          | Ehem. Grafensitz                            | 2-gesch. Backstein-/Klinkerbau. Rückwärtiger Gebäudetrakt wohl noch aus dem 16. Jh.; Straßenfront erneuert.                                                                               | 34335065 | BW             |
| Am Markt 7 53° 35′ 44″ N, 7° 12′ 22″ O          | Ehem. Osterpastorei                         | 1-gesch., giebelständiger Putzbau unter Krüppelwalmdach. Im Kern 1578, Außenhaut überformt. Geburtshaus von Hermann Conring (1606); Wohnhaus von Johann Christian Reil (1770-82)          | 34335092 | BW             |
| Am Markt 8 53° 35′ 44″ N, 7° 12′ 23″ O          | 'Voss'sche Haus' (Stadtbücherei)            | 2-gesch. Backsteinbau. Mittelteil a.d. 16.Jh. mit erhaltenen Entlastungsbögen und Dachstuhl. Rückwärtiger Flügel 1792. Straßenflügel mit verputzter Fassade wohl 1. Hälfte 19.Jh.         | 34335324 |                |
| Am Markt 10 53° 35′ 43″ N, 7° 12′ 22″ O         | Wohnhaus                                    | Renaissancegebäude von 1617. Lediglich Straßengiebel erhalten mit sandsteingewandetem Eingang und prächtigem Oberlicht. Rückwärtige Außenwände neu aufgemauert.                           | 34335351 |                |
| Am Markt 11 53° 35′ 43″ N, 7° 12′ 21″ O         | Wohnhaus                                    | 2-gesch., traufständiger Putzbau unter Satteldach. Fensterrahmungen und Gesimsbänder plastisch ausgebildet. Um 1905.                                                                      | 34335377 | BW             |
| Am Markt 12 / 13 53° 35′ 42″ N, 7° 12′ 21″ O    | Wohn-/ Geschäftshaus                        | 2-gesch. Renaissancegebäude mit geschweiftem Giebel. Urspr. Fenstergliederung durch Entlastungsbögen noch erkennbar. Sandsteinbänderungen. 17.Jh., renoviert.                             | 34335403 | Weitere Bilder |
| Am Markt 15 53° 35′ 41″ N, 7° 12′ 20″ O         | Neues Rathaus                               | 2-gesch. Ziegelbau m. verputzter Fassade in Quaderimitation. Über Eingangsportal schmiedeeiserner Balkon. 1884. Zurückliegend Erweiterungen verschiedener Baujahre.                       | 34335481 | Weitere Bilder |
| Am Markt 15a 53° 35′ 43″ N, 7° 12′ 19″ O        | Kiosk                                       | Langgestreckter, an der Südseite des Marktplatzes gelegener Flachdachbau mit gerundeten Ecken. Außenhaut verfliest. Um 1960                                                               | 34336559 |                |
| Am Markt 16 / 18 53° 35′ 41″ N, 7° 12′ 19″ O    | Mennonitenkirche                            | 2-gesch. streng symmetrischer gegliederter Backsteinbau unter geschweiftem Mansarddach m. Dachreiter. Eingang mit geschwungener Freitreppe. 1662; Anbauten von 1796 und 1835.             | 34335509 | Weitere Bilder |
| Am Markt 19 53° 35′ 40″ N, 7° 12′ 18″ O         | Kreismusikschule (heute Standesamt)         | 2-gesch. 7-achsiger Putzbau unter Walmdach. Rundbogenfenster im OG mit verzierten Brüstungsfeldern. Profiliertes Traufgesims. 1861 erbaut.                                                | 34335566 |                |
| Am Markt 20 53° 35′ 39″ N, 7° 12′ 17″ O         | Wohnhaus                                    | 2-gesch. 3-achsiger Putzbau unter Satteldach mit seitlichem zweigeschossigem Anbau. Fassade mit Quaderimitation, Ende 19.Jh.; im Kern älter: historischer Gewölbekeller.                  | 34335592 | BW             |
| Am Markt 21 53° 35′ 39″ N, 7° 12′ 16″ O         | Wohn-/ Geschäftshaus                        | 2-gesch. Klinkerbau von 1777. 1924 Wiederaufbau. Ab 1885 Gasthaus zum „Goldenen Elefanten“, heute Apotheke.                                                                               | 34335618 | BW             |
| Am Markt 26 53° 35′ 39″ N, 7° 12′ 13″ O         | Wohnhaus                                    | 2-gesch. Putzbau mit neuem Flachdach. Ende 19.Jh. | 34335688 | BW             |
| Am Markt 27 53° 35′ 39″ N, 7° 12′ 12″ O         | Wohnhaus                                    | 2-gesch. Putzbau unter Walmdach. Schmuckfassade mit profilierten Fensterrahmungen und Dreiecksverdachungen. Stark durchgestaltetes Traufgesims. 1882. Im Norden neuer Anbau.              | 34335711 |                |
| Am Markt 29 53° 35′ 39″ N, 7° 12′ 12″ O         | Wohnhaus                                    | 2-gesch. 4-achsiger Putzbau mit profilierten Seg mentbogenfenstern. Ecklisenen über Traufe hinausgezogen. Ende 19.Jh. Rückwärtig 1-gesch. Anbau.                                          | 34335736 |                |
| Am Markt 30 53° 35′ 39″ N, 7° 12′ 11″ O         | Wohnhaus                                    | 2-gesch. Backsteinbau (im Kern von 1610) mit Erweiterung des 19.Jh.; Straßenfassade Ende 19.Jh. in Putz erneuert. Historischer Gewölbekeller                                              | 34335761 |                |
| Am Markt 33 53° 35′ 40″ N, 7° 12′ 10″ O         | ehem. Pastorat St.Ludgeri                   | 2-gesch., 4-achsiger Backsteinbau. Straßen- und Südfassade verputzt. Straßenseitige Fenster mit profilierten Blockrahmen.Im Kern von 1555 (hist. Gewölbekeller), Ausbau 1.Hälfte 18.Jh.   | 34335830 |                |
| Am Markt 34 53° 35′ 40″ N, 7° 12′ 10″ O         | "Lütkehus"                                  | Neubau. Nur 1-gesch. 3-achsiger giebelständige Putzfassade erhalten, Ende 19.Jh; schöne Eingangstür mit Oberlicht, um 1800.                                                               | 34335857 |                |
| Am Markt 36 53° 35′ 41″ N, 7° 12′ 9″ O          | Altes Rathaus (Heimat-/Teemuseum)           | Charaktervoller 2-gesch. Backsteinbau mit geschweiftem Treppengiebel. Zum Platz breiter Treppenturm. Im Kern 1539-42.1768/69 und 1870 umgebaut. Historischer Gewölbekeller                | 34335904 | Weitere Bilder |
| Am Markt 37 53° 35′ 44″ N, 7° 12′ 14″ O         | Ludgeri-Kirche                              | In 3 Bauphasen entstandener größter ostfriesischer Kirchenbau mit niedrigem Langhaus aus dem 13. Jh.; Querhaus im Kern 14.Jh. und steiler basilikaler Chor von 1445/81.                   | 34335931 | Weitere Bilder |
| Am Markt 37 53° 35′ 44″ N, 7° 12′ 14″ O         | Ludgeri-Kirche (Friedhof)                   | | 34335931 |                |
| Am Markt 37a 53° 35′ 42″ N, 7° 12′ 14″ O        | Ludgeri-Kirche (Glockenturm)                | | 34335960 |                |
| Am Markt 38 53° 35′ 43″ N, 7° 12′ 11″ O         | ehem. Finanzamt (Polizei)                   | 2-/3-gesch. Ziegelbau mit verputzten Schauseiten. EG mit Quaderimitation. OG Segmentbogenfenster mit profilierten Putzrahmungen. Fassade 1899; im Kern älter (hist. Gewölbekeller).       | 34335989 |                |
| Am Markt 39 53° 35′ 43″ N, 7° 12′ 10″ O         | Wohnhaus                                    | 2-gesch. Ziegelbau unter Satteldach. Geschoss- sowie Traufgesims mit Zahnfries. Um 1890.                                                                                                  | 34336016 | BW             |
| Am Markt 41 53° 35′ 44″ N, 7° 12′ 9″ O          | Wohnhaus                                    | 2-gesch. Ziegelbau mit verputztem Straßengiebel. Südliche Traufseite mit erhaltenen Schiebefenstern in Blockrahmen. Mitte 19. Jh.                                                         | 34336041 | BW             |
| Am Markt 43 53° 35′ 45″ N, 7° 12′ 9″ O          | Wohnhaus                                    | Leerstehender 1-/2-gesch. Ziegelbau, z. T. mit neuen Klinkerfassaden. Um 1900. | 34336065 | BW             |
| Am Markt 45 53° 35′ 42″ N, 7° 12′ 7″ O          | Wohnhaus                                    | 1-gesch. giebelständiger Ziegelbau unter Satteld ach. Angeputzte Fensterrahmungen. Um 1910                                                                                                | 34336089 |                |
| Am Markt 46 53° 35′ 43″ N, 7° 12′ 6″ O          | Wohnhaus                                    | 2-gesch. 3-achsiger Backsteinbau (Klosterformat). Enge Lisenenstellung m. Sandsteinbändern, Entlastungsbögen im OG. Schönes Oberlicht. Im Kern 1680 (hist. Gewölbekeller), Anbau 19.Jh.   | 34336112 |                |
| Am Markt 55 53° 35′ 45″ N, 7° 12′ 6″ O          | "Haus Viena"                                | 1-gesch. giebelständiger Backsteinbau im Klosterformat, im Kern wohl 16. Jh. (Steinhaus?). Barock-Giebel v. 1792 mit Voluten und Bekrönung, Reste des Renaissance-Giebels noch erkennbar. | 34336226 |                |
| Am Markt 56 53° 35′ 46″ N, 7° 12′ 7″ O          | Wohnhaus                                    | Traufständiger Klinkerbau von ca. 1955. | 34336253 |                |
| Am Markt 57 53° 35′ 46″ N, 7° 12′ 7″ O          | Wohnhaus                                    | Aus der Straßenflucht zurückgesetzter, 1-gesch. Putzbau unter Mansarddach mit geschweiftem Zwerchgiebel. Halbrunder Vorbau mit Säulengliederung. 1912                                     | 34336276 |                |
| Am Markt 58 53° 35′ 47″ N, 7° 12′ 7″ O          | Wohn-/ Geschäftshaus                        | 2-gesch. giebelständiger Putzbau mit Quaderimitation unter Walmdach. Fenster überwiegend erhalten. Fassade Ende 19.Jh.,im Kern um 1600 (hist. Gewölbekeller)                              | 34336301 |                |
| Am Markt 59 53° 35′ 47″ N, 7° 12′ 9″ O          | Wohnhaus                                    | 2-gesch. traufständiger Klinkerbau mit 6 Achsen von 1953. Historischer Gewölbekeller aus dem 14./15.Jh.                                                                                   | 34336328 |                |
| Am Markt 59 53° 35′ 47″ N, 7° 12′ 10″ O         | Vorgarten                                   | | 34336874 | BW             |
| Am Markt 59 53° 35′ 47″ N, 7° 12′ 9″ O          | Einfriedung                                 | | 34337024 | BW             |
| Am Markt 60 53° 35′ 48″ N, 7° 12′ 10″ O         | Wohnhaus                                    | 2-gesch. giebelständiger Ziegelbau mit vier Achsen unter Satteldach. Segmentbogenfenster. Fassade Ende 19.Jh.; hist. Gewölbekeller.                                                       | 34336353 |                |
| Am Markt 61 53° 35′ 48″ N, 7° 12′ 10″ O         | Wohnhaus                                    | 2-gesch. traufständiger Ziegelbau mit profiliertem Geschossgesims (Deutsches Band) und Traufgesims. Angeputzte Fensterrahmungen. 1909.                                                    | 34336383 |                |
| Am Markt 62 53° 35′ 48″ N, 7° 12′ 11″ O         | Wohnhaus                                    | 2-gesch. traufständiger Ziegelbau mit verputzter Fassade unter Walmdach. Segmentbogenfenster mit profilierten Putzrahmungen. Ende 19.Jh.                                                  | 34336406 |                |
| Am Markt 62 53° 35′ 49″ N, 7° 12′ 10″ O         | Gartengrundstück                            | | 34336924 | BW             |
| Am Markt 62 53° 35′ 48″ N, 7° 12′ 11″ O         | Einfriedung                                 | | 34337047 | BW             |
| Am Markt 63 53° 35′ 49″ N, 7° 12′ 12″ O         | Superintendentur                            | 2-gesch. traufständiger klassizistischer Ziegelbau unter Halbwalmdach. Profiliertes Traufgesims. Blockrahmenfenster und hölzerne Portalrahmung erhalten. 1844.                            | 34336430 |                |
| Am Markt 64 53° 35′ 49″ N, 7° 12′ 14″ O         | Wohnhaus                                    | 2-gesch. traufständiger Ziegelbau unter Walmdach. Hölzernes Traufgesims m. Zahnschnittfries. Blockrahmenfenster. 1.Hälfte 19.Jh.                                                          | 34336458 |                |
| Am Markt 64 53° 35′ 49″ N, 7° 12′ 14″ O         | Einfriedung                                 | | 34336976 |                |
| Am Markt 64 53° 35′ 49″ N, 7° 12′ 14″ O         | Treppe                                      | | 34337068 | BW             |
| Am Markt 66 53° 35′ 50″ N, 7° 12′ 15″ O         | Gemeindebüro                                | 2-gesch. giebelständiger Ziegelbau unter Walmdach. Flach geschwungener Blendgiebel m. Sonnenscheibe in Halbkreisformat. Süd- und Westfassade verputzt m. Quaderimitation. 1.H. 19.Jh      | 34336486 |                |
| Am Markt 69 53° 35′ 50″ N, 7° 12′ 18″ O         | Wohn-/ Geschäftshaus                        | 1-gesch. giebelständiger Ziegelbau mit urspr. 4 Achse n. Giebeldreieck mit Voluten und Bekrönung. 1783.                                                                                   | 34336536 | BW             |
| Am Moortief 9 53° 35′ 27″ N, 7° 13′ 23″ O       | ehem. Müllerhaus                            | 1-gesch. Wohnhaus mit Stallteil in Ziegelbauweise. Geschwungener Wohngiebel mit Bekrönung u. Traufvoluten. Erbaut 1807,(1804 ü), renoviert 1982.                                          | 34333980 |                |
| Am Zingel 3 53° 35′ 55″ N, 7° 12′ 4″ O          | Villa                                       | 1 1/2gesch. freistehender Putzbau. 2-stöckiger Treppenhausrisalit in Jugendstilformen. Orig. Fenster, Klappläden und Innenausbau erhalten. Um 1910.                                       | 34342321 | BW             |
| Am Zingel 10 53° 36′ 3″ N, 7° 12′ 6″ O          | Kapelle                                     | Urspr. 3-achsiger Ziegelbau mit mittigem Eingangsrisalit unter Zwerchhaus. Spitzbogenfenster verdacht. Nach Westen verlängert. Ende 19.Jh.                                                | 34343064 | BW             |
| Am Zingel 10 53° 36′ 3″ N, 7° 12′ 6″ O          | Eingangsportal                              | 4 verputzte Pfeiler auf Ziegelsockel mit Vasenaufsatz. Zwischen den Pfeilern schmiedeeiserne Tore. 19. Jh.                                                                                | 34343036 | BW             |
| Am Zingel 10 53° 36′ 6″ N, 7° 12′ 5″ O          | Städtischer Friedhof                        | Städtischer Friedhof der 2. H. des 19. Jh. mit regelmäßiger Grundstruktur und begrenzenden Lindenalleen. Alte Grabsteine.                                                                 | 34343090 | BW             |
| Am Zingel 10 53° 36′ 2″ N, 7° 12′ 9″ O          | Jüdischer Friedhof Norden                   | Friedhof mit hervorragendem Grabsteinbestand. Zuwegung überkl. Wall mit Lindenallee, 32 Grabplatten aus dem 18.Jh. sowie weitere 277 Grabsteine ab dem 18.Jh. bis ca. 1938.               | 34343121 | Weitere Bilder |

## B
| Lage                                            | Bezeichnung            | Beschreibung | ID                              | Bild |
| ----------------------------------------------- | ---------------------- | --- | ------------------------------- | ---- |
| Barenbuscher Weg 21 53° 36′ 21″ N, 7° 11′ 49″ O | Allee                  | Zweireihige Lindenallee zum ehem. Burgplatz Barenbusch. | 34344453                        | BW   |
| Barenbuscher Weg 21 53° 36′ 23″ N, 7° 11′ 50″ O | Wohnhaus               | Villenartiges Wohnhaus, Anfang 20. Jh. | 34344505                        | BW   |
| Barenbuscher Weg 22 53° 36′ 22″ N, 7° 11′ 55″ O | Gulfhaus (Barenbusch)  | Gut erhaltener Ziegelbau mit originalen Fenstern im Wi- und Wohnteil. Um 1880.                                                                                          | 34340362                        | BW   |
| Barenbuscher Weg 23 53° 36′ 24″ N, 7° 11′ 52″ O | Wohnhaus               | Villenartiges Wohnhaus, Putzbau Anfang 20. Jh. mit mittelalterlichem Keller.                                                                                            | 34344478                        | BW   |
| Baumstraße 42 53° 35′ 58″ N, 7° 12′ 43″ O       | Wohnhaus               | | 34342839                        | BW   |
| Baumstraße 44 53° 35′ 57″ N, 7° 12′ 44″ O       | Wohnhaus               | | 34342868                        |      |
| Baumstraße 46 53° 35′ 56″ N, 7° 12′ 45″ O       | Wohnhaus               | | 34342893                        |      |
| Bleicherslohne 1 53° 35′ 51″ N, 7° 12′ 36″ O    | Wohnhaus mit Vorgarten | Freistehender 2-gesch. Ziegelbau mit Putzfeldern unter Walmdach. Fenster mit Putzrahmungen und Verdachungen. 2-gesch. Wintergarten. Um 1905.                            | 34344930/1/-/ 34342919 34344930 | BW   |
| Bleicherslohne 2 53° 35′ 52″ N, 7° 12′ 36″ O    | Wohnhaus mit Vorgarten | 1-/2-gesch. Ziegelbau unter Satteldach mit Putzgliederungen und Verzierungen. Um 1905.                                                                                  | 34344958/1/-/ 34342946 34344958 | BW   |
| Bleicherslohne 2a 53° 35′ 52″ N, 7° 12′ 36″ O   | Wohnhaus mit Vorgarten | 1-/2-gesch. Ziegelbau unter Satteldachmit Putzgliederungen und Verzierungen. Um 1905.                                                                                   | 34344985/1/-/ 34342976 34344985 | BW   |
| Bleicherslohne 3 53° 35′ 52″ N, 7° 12′ 35″ O    | Wohnhaus mit Vorgarten | Freistehender 1-2-gesch. Ziegelbau unter Satteldach, Segmentbogenfenster mit Verdachungen, hölzerner Wintergarten sowie verzierte Windfedern erhalten, erb. um 1905.    | 34345010/1/-/ 34343008 34345010 | BW   |
| Bleicherslohne 42 53° 35′ 54″ N, 7° 12′ 36″ O   | Wohnhaus               | Freistehender 2-gesch. Ziegelbau mit gelb abgesetzten und geputzten Gliederungselementen. Eingangsrisalit mit Turmaufsatz. Schreckköpfe an den Fensterstürzen. Um 1905. | 34340387                        | BW   |
| Brückstraße 6 53° 35′ 30″ N, 7° 12′ 52″ O       | Wohnhaus               | Klassizistischer 2-gesch. Ziegelbau unter Krüppelwalmdach. Blockrahmen erhalten. Eingang eingerückt (neu). Mit zurückliegendem Gulfhaus verbunden. 1834.                | 34340414                        |      |
| Brückstraße 10 53° 35′ 30″ N, 7° 12′ 53″ O      | Wohn-/ Geschäftshaus   | Zweigeschossiger, giebelständiger Ziegelbau mit Ziegeldekor, um 1925.                                                                                                   | 34341835                        |      |
| Brückstraße 22 53° 35′ 29″ N, 7° 12′ 52″ O      | Wohnhaus               | Zweigeschossiger Ziegelbau mit Putzfassade, er baut ca. 1880, traufständig, 5 Achsen.                                                                                   | 34341807                        |      |
| Brückstraße 28 53° 35′ 30″ N, 7° 12′ 48″ O      | Wohnhaus               | 2-geschossig, traufständig, erbaut Mitte 19.Jh. | 34344773                        | BW   |
| Burggraben 46 53° 35′ 34″ N, 7° 12′ 18″ O       | Ehem. Krankenkasse     | | 34340440                        |      |

## D
| Lage                                           | Bezeichnung                          | Beschreibung | ID       | Bild |
| ---------------------------------------------- | ------------------------------------ | --- | -------- | ---- |
| Donaustraße 12 53° 35′ 45″ N, 7° 13′ 56″ O     | Gnadenkirche Tidofeld                | | 45783253 | BW   |
| Donaustraße 12 53° 35′ 44″ N, 7° 13′ 56″ O     | Gnadenkirche Tidofeld (Gemeindehaus) | | 45783280 | BW   |
| Doornkaatlohne 53° 35′ 37″ N, 7° 12′ 42″ O     | Brennerei (Brennerei Doornkaat)      | | 51522187 |      |
| Doornkaatlohne 53° 35′ 38″ N, 7° 12′ 43″ O     | Getreidesilo (Brennerei Doornkaat)   | Erbaut um 1900. | 34336766 | BW   |
| Doornkaatlohne 53° 35′ 38″ N, 7° 12′ 44″ O     | Speicher Brake (Brennerei Doornkaat) | Erbaut um 1870. | 34336792 | BW   |
| Doornkaatlohne 53° 35′ 37″ N, 7° 12′ 44″ O     | Wasserkunst (Brennerei Doornkaat)    | Erbaut 1857. | 34336717 | BW   |
| Doornkaatlohne 53° 35′ 37″ N, 7° 12′ 44″ O     | Dampfmaschine (Brennerei Doornkaat)  | Erbaut 1955. | 34336818 | BW   |
| Doornkaatlohne 14 53° 35′ 34″ N, 7° 12′ 47″ O  | Fabrikantenvilla van Hülst           | Ziegelbau mit Putzdekor unter hohem DG. Erbaut 1897, erweitert 1928. Originale Raumfassung im gesamten Gebäude erhalten. | 34336683 | BW   |
| Doornkaatlohne 14 53° 35′ 34″ N, 7° 12′ 46″ O  | Gartengrundstück                     | | 34336945 | BW   |
| Doornkaatlohne 14a 53° 35′ 35″ N, 7° 12′ 47″ O | Villa (Brennerei Doornkaat)          | Erbaut 1950 (Arch. Eduard Raab), erweitert 1957.                                                                         | 34336844 | BW   |

## F
| Lage                                        | Bezeichnung   | Beschreibung | ID       | Bild |
| ------------------------------------------- | ------------- | --- | -------- | ---- |
| Fräuleinshof 53° 35′ 45″ N, 7° 12′ 1″ O     | Brunnenanlage | | 34337455 | BW   |
| Fräuleinshof 53° 35′ 45″ N, 7° 12′ 1″ O     | Platzanlage   | | 34337241 | BW   |
| Fräuleinshof 8 53° 35′ 44″ N, 7° 11′ 59″ O  | Wohnhaus      | Traufständiger Massivbau, erbaut um 1900 | 34337266 | BW   |
| Fräuleinshof 11 53° 35′ 46″ N, 7° 11′ 58″ O | Landratsamt   | 1-gesch. Massivbau, z. T. steinsichtig, mit teilweise ausgebautem Dachgeschoss. NO-Flügel im Kern wohl um 1600, übriger Baukörper wohl 19. Jh.; Westflügel mit Gewölbekeller. | 34337290 |      |
| Fräuleinshof 12 53° 35′ 46″ N, 7° 12′ 0″ O  | Kreishaus     | | 34337322 | BW   |

## G
| Lage                                                   | Bezeichnung               | Beschreibung | ID       | Bild |
| ------------------------------------------------------ | ------------------------- | --- | -------- | ---- |
| Gartenstraße 1 53° 35′ 54″ N, 7° 11′ 56″ O             | ehem. Gräfin Theda-Schule | Im Stil der Neurenaissance errichteter 2-gesch. Klinkerbau m. Lisenengliederung. Giebel der Seitenflügel als Volutengiebel ausgebildet. 1912.                                                         | 34340487 | BW   |
| Gartenstraße 11 53° 35′ 56″ N, 7° 11′ 56″ O            | Wohnhaus                  | 1-gesch. giebelständiger Putzbau mit Putzgliederungen unter hohem Satteldach mit Drempelgeschoss. Mittiger polygonaler Giebel-Erker. Erbaut 1914.                                                     | 34342349 |      |
| Gartenstraße 12 53° 35′ 55″ N, 7° 11′ 56″ O            | Wohnhaus                  | 1-gesch. giebelständiger Putzbau unter steilem Satteldach. Polygonaler Parterre-Erker. Originaler Holzfenster erhalten. Rückwärtig quergestellter 1- gesch. Hausteil. Erbaut 1910.                    | 34342374 |      |
| Gartenstraße 13 53° 35′ 55″ N, 7° 11′ 57″ O            | Wohnhaus                  | 1-gesch. traufständiger Putzbau unter Mansarddach mit quergestelltem 2-gesch. Seitenrisalit mit Parterre-Erker und Balkon. Fenster ersetzt. Erbaut 1911, Glaswindfang an Südseite v. 1999             | 34342399 |      |
| Gartenstraße 14 53° 35′ 55″ N, 7° 11′ 57″ O            | Wohnhaus                  | 2-gesch. traufständiger Ziegelbau mit Putzgliederungen unter Mansarddach und Seitenrisalit mit vorgesetztem Glockengiebel. Weitgehend originale Holzfenster. Erbaut 1912.                             | 34342424 |      |
| Gartenstraße 15 53° 35′ 54″ N, 7° 11′ 58″ O            | Wohnhaus                  | 1-gesch. traufständiger Putzbau mit quergestelltem 2-gesch. übergiebeltem Seitenrisalit mit polygonalem Parterre-Erker und Balkon. Krüppelwalmdächer. Originale Holzfenster. Erbaut 1910.             | 34342449 |      |
| Gaswerkstraße 3 53° 35′ 25″ N, 7° 12′ 35″ O            | Wohnhaus                  | Giebelständiges, 1-gesch. Gebäude auf hohem Kellergeschoss,Drempel, fachwerkartiger Erker, um 1900.                                                                                                   | 34341643 |      |
| Große Hinterlohne 7 53° 35′ 43″ N, 7° 12′ 39″ O        | Wohnhaus                  | 2-gesch. Backsteinbau, erbaut um 1825; Erweiterung im ehem. Scheunenbereich um 1900 mit neuem Giebel und Eckturm.                                                                                     | 34341615 | BW   |
| Große Hinterlohne 8 53° 35′ 41″ N, 7° 12′ 39″ O        | Packhaus                  | Unmittelbar an der Straße gelegener, langgestreckter traufständiger 2-gesch. Ziegelbau unter flachem Walmdach. Fassadengliederung d. Lisenen, Gurtgesims u. Zahnschnittfries. Um 1870.                | 34341508 | BW   |
| Große Hinterlohne 10 53° 35′ 39″ N, 7° 12′ 42″ O       | Wohnhaus                  | Zweigeschossiges Wohnhaus mit Eckturm und ausgebauten Wirtschaftsgebäuden, dekorativer Ziegelbau mit Putzfeldern,um 1900.                                                                             | 34341537 |      |
| Große Mühlenstraße 15 53° 35′ 51″ N, 7° 12′ 19″ O      | Wohnhaus                  | Eingesch., giebelständiger, kleiner Backsteinbau (Klosterformat). Mit Westerstr. 80 letztes Beispiel eines älteren Handwerkerhauses (16. Jh.).                                                        | 34341890 | BW   |
| Große Mühlenstraße 15 53° 35′ 51″ N, 7° 12′ 19″ O      | Hinterhaus                | | 34342582 | BW   |
| Große Mühlenstraße 19 / 20 53° 35′ 51″ N, 7° 12′ 20″ O | Wohnhaus                  | 1-gesch., 3-achsiges Giebelhaus mit Putzfassade, Ende 19.Jh. und Steinhaus aus dem 16. Jh. mit Keller, Drempel, Sandsteinlöwenköpfe an dem unteren Giebeldreieck.                                     | 34341916 |      |
| Große Mühlenstraße 68 53° 35′ 54″ N, 7° 12′ 24″ O      | Wohn-/ Geschäftshaus      | Traufenständiges, eingeschossiges Backsteingebäude mit Drempel, Fassade verputzt, um 1600. | 34341971 |      |
| Große Neustraße 9 53° 35′ 39″ N, 7° 12′ 34″ O          | Wohn-/ Geschäftshaus      | Eingeschossiges, traufständiges Gebäude um 1900, über mittigem Eingang Zwerchhaus. | 34341588 |      |
| Große Neustraße 12 53° 35′ 38″ N, 7° 12′ 34″ O         | Wohnhaus                  | | 34343150 |      |
| Große Neustraße 13 53° 35′ 38″ N, 7° 12′ 34″ O         | Wohn-/ Geschäftshaus      | 1-gesch. Backsteinbau unter Satteldach m. seltenen Belichtungsziegeln. Giebel m. Sandstein-Voluten u. spätbarocker Bekrönung, 1812. Tür-Oberlicht mit eingebauter Laterne; EG Ladeneinbau Zwerchhaus. | 34343177 |      |

## H
| Lage                                        | Bezeichnung                      | Beschreibung | ID       | Bild           |
| ------------------------------------------- | -------------------------------- | --- | -------- | -------------- |
| Heerstraße 39 53° 35′ 50″ N, 7° 13′ 52″ O   | Gulfhaus                         | 2-gesch. Wohnteil mit giebelseitiger Erschließung. Um 1890. | 34334009 | BW             |
| Heerstraße 52 53° 35′ 34″ N, 7° 13′ 25″ O   | Kirche                           | Rechteckiger Saalbau aus Backsteinmauerwerk mi t korbbogigem Eingang und Schlussstein. 1680. Im Süden niedriger Anbau m. Blockrahmenfenster und geschweiftem Giebel. | 34334038 | Weitere Bilder |
| Heringstraße 4 53° 35′ 34″ N, 7° 12′ 35″ O  | Packhaus                         | Schmaler, langgestreckter 3-gesch. Backsteinbau. 1808. Erbaut von Bürgermeister Peter Friedrich Conerus.                                                             | 34340538 |                |
| Heringstraße 28 53° 35′ 27″ N, 7° 12′ 43″ O | "Beck`sches Haus"                | 2-gesch. klassizistischer Ziegelbau auf hohem Kellergeschoss unter Walmdach. 5-achsige Straßenfront m. hoher zweiläufiger Freitreppe. 1832.                          | 34340566 | BW             |
| Heringstraße 28 53° 35′ 28″ N, 7° 12′ 42″ O | "Beck`sches Haus" (Eiskeller)    | | 34342607 | BW             |
| Hohe Gaste 11 53° 35′ 25″ N, 7° 11′ 10″ O   | Landarbeiterhaus                 | Quererschlossenes Landarbeiterhaus. Ziegelbau. Um 1900. | 34340596 | BW             |
| Hooge Thun 53° 35′ 33″ N, 7° 12′ 46″ O      | "Speicher Amsterdam" (Reichshof) | Langgestreckter 3-gesch. Ziegelbau unter Satteldach. Gleichmäßige Gliederung durch dreireihige Segmentbogenfenster. Am Südgiebel Aufsatz mit Ladeluke. Um 1900.      | 34340623 | BW             |

## I
| Lage                                         | Bezeichnung                     | Beschreibung | ID       | Bild           |
| -------------------------------------------- | ------------------------------- | --- | -------- | -------------- |
| Im Hooker 6 53° 36′ 38″ N, 7° 12′ 39″ O      | Doppelhaus (Bummert)            | Leerstehender, aber noch gut erhaltener Backsteinbau. Wohl 2.Hälfte 19.Jh. | 34340672 | BW             |
| Im Hooker 6 53° 36′ 37″ N, 7° 12′ 39″ O      | Scheunenanbau                   | | 34342558 | BW             |
| In der Gnurre 40 53° 35′ 27″ N, 7° 12′ 54″ O | Gnurre-Mühle Frisia (Windmühle) | Ehem. Weerdasche Mühle. 4-geschossiger Mühlenstumpf mit transloziertem hölzernem Achtkant (der ehem. Windmühle Renken aus Löningen-Neuenbunnen, Ldkrs. Cloppenburg). Flügel und Galerie neu. | 34340722 | Weitere Bilder |

## K
| Lage                                              | Bezeichnung      | Beschreibung                                                       | ID       | Bild |
| ------------------------------------------------- | ---------------- | ------------------------------------------------------------------ | -------- | ---- |
| Kleine Hinterlohne 13 53° 35′ 35″ N, 7° 12′ 49″ O | Wohnhaus         | Ziegelbau um 1900, eingeschossig über mittigen Eingang Zwerchhaus. | 34337178 | BW   |
| Kleine Hinterlohne 13 53° 35′ 34″ N, 7° 12′ 50″ O | Gartengrundstück |                                                                    | 34337426 | BW   |

## L
| Lage                                           | Bezeichnung                            | Beschreibung | ID                                                | Bild |
| ---------------------------------------------- | -------------------------------------- | --- | ------------------------------------------------- | ---- |
| Linteler Straße 8 53° 36′ 4″ N, 7° 11′ 54″ O   | Wohnhaus mit Vorgarten                 | 1-gesch. Ziegelbau mit 2-gesch. übergiebeltem Seitenrisalit unter Satteldach. Rustizierte Putz-/Stuckgliederungen (Eckquaderung, Fensterrahmungen). Bauzeitliche. wandfeste Innenausstattung. 1906. | 43551192/1/-/ 43551175 43551192                   | BW   |
| Linteler Straße 43 53° 36′ 10″ N, 7° 11′ 52″ O | Wohnhaus mit Vorgarten                 | 1 1/2 bis 2-gesch. Ziegelbau mit putzgerahmten Fenstern und ornamentierten Feldern oberhalb der Stürze. Um 1905.                                                                                    | 34345034/1/-/ 34343232 34345034                   | BW   |
| Linteler Straße 44 53° 36′ 9″ N, 7° 11′ 52″ O  | Wohnhaus mit Vorgarten                 | Großer 2-gesch. Putzbau auf hohem Kellergeschoss mit Sandsteinquadern. Zur Straße geschweifter Giebel mit Sandsteinrahmung. Einläufige Freitreppe. Wandfeste Innenausstattung. Um 1905.             | 34345057/1/-/ 34343261 34345057                   | BW   |
| Linteler Straße 45 53° 36′ 8″ N, 7° 11′ 52″ O  | Wohnhaus mit Vorgarten                 | 1-gesch. giebelständiger Ziegelbau m. Drempel. Straßengiebel oberhalb der Kämpferzone mit ornamentierten Putzflächen. Um 1905.                                                                      | 34345083/1/-/ 34343308 34345083                   | BW   |
| Linteler Straße 46 53° 36′ 7″ N, 7° 11′ 52″ O  | Wohnhaus mit Vorgarten und Einfriedung | Großer 2-gesch. Ziegelbau auf hohem Kellergeschoss unter Krüppelwalmdach. Geputzte Fensterrahmungen und Gesimsbänder. 2-gesch. Eingangsvorbau. 1902.                                                | 34344877 34345514/1/-/ 34343334 34344877 34345514 | BW   |
| Linteler Straße 47 53° 36′ 6″ N, 7° 11′ 52″ O  | Wohnhaus mit Vorgarten                 | 1 1/2-gesch. Ziegelbau unter Krüppelwalmdach mit putzgerahmten Fenstern. Eingangsvorbau neu. Um 1905.                                                                                               | 34345106/1/-/ 34343360 34345106                   | BW   |
| Linteler Straße 48 53° 36′ 6″ N, 7° 11′ 52″ O  | Wohnhaus mit Vorgarten                 | 1-gesch. Massivbau mit Drempel und wechselnden Putz- und Ziegelflächen. Im Norden massiver Eingangsvorbau. Zur Straße kleiner überdachter Fensterbalkon. Um 1900.                                   | 34345159/1/-/ 34343392 34345159                   | BW   |
| Linteler Straße 49 53° 36′ 5″ N, 7° 11′ 53″ O  | Wohnhaus mit Vorgarten                 | 1-gesch. traufständiger Ziegelbau m. Drempel. Ziergliederung durch gelbe Ziegel. Auf der Nordseite hölzerner Eingangsvorbau. Um 1900.                                                               | 34345130/1/-/ 34343421 34345130                   | BW   |
| Linteler Straße 50 53° 36′ 5″ N, 7° 11′ 54″ O  | Wohnhaus mit Vorgarten                 | 1 1/2-gesch. traufständiger Ziegelbau m. verputzten Fensterrahmungen und Gesimsen. Auf der Rückseite hölzerner Wintergarten. Um 1900.                                                               | 34344904/1/-/ 34343451 34344904                   | BW   |
| Linteler Straße 51 53° 36′ 4″ N, 7° 11′ 54″ O  | Wohnhaus mit Vorgarten                 | 1 1/2 bis 2-gesch. Ziegelbau auf L-förmigem Grundriss. Fensterrahmungen und Gesimsbänder verputzt. Offener hölzerner Eingangsvorbau.                                                                | 34345230/1/-/ 34343478 34345230                   | BW   |
| Linteler Straße 52 53° 36′ 4″ N, 7° 11′ 55″ O  | Wohnhaus mit Vorgarten                 | 1 1/2 bis 2-gesch. Ziegelbau auf L-förmigem Grundriss. Gebäudeecken, Gesimse und Fensterrahmungen geputzt. Um 1900.                                                                                 | 34345206/1/-/ 34343502 34345206                   | BW   |
| Linteler Straße 53 53° 36′ 3″ N, 7° 11′ 56″ O  | Wohnhaus mit Vorgarten                 | 1 1/2 bis 2-gesch. Ziegelbau auf L-förmigem Grundriss. Gebäudeecken, Gesimse und Fensterrahmungen geputzt. Um 1900.                                                                                 | 34345183/1/-/ 34343529 34345183                   | BW   |
| Linteler Straße 54 53° 36′ 3″ N, 7° 11′ 57″ O  | Wohnhaus mit Vorgarten und Einfriedung | 1 1/2-gesch. Ziegelbau auf L-förmigem Grundriss mit putzgerahmten Fenstern und Gesimsen. Zur Straße schmiedeeiserner Zaun. Um 1900.                                                                 | 34344854 34345488/1/-/ 34343555 34344854 34345488 | BW   |

## M
| Lage                                      | Bezeichnung | Beschreibung | ID       | Bild |
| ----------------------------------------- | ----------- | --- | -------- | ---- |
| Mackerriege 1 53° 35′ 35″ N, 7° 11′ 59″ O | Wohnhaus    | 1-gesch. giebelständiger Putzbau. Reich geglied erter Straßengiebel mit Lisenen, Brüstungsfelder m. Kranzgehängen und profilierten Fensterrahmungen. Um 1885. Rückwärtig Ziegelanbau. | 34340750 | BW   |

## N
| Lage                                               | Bezeichnung                                   | Beschreibung | ID                                                | Bild           |
| -------------------------------------------------- | --------------------------------------------- | --- | ------------------------------------------------- | -------------- |
| Neuer Weg 1 53° 35′ 46″ N, 7° 12′ 30″ O            | Wohn-/ Geschäftshaus                          | 2-gesch. verputzter Eckbau unter Walmdach. EG mit erneuertem Arkadengang. OG mit reich verzierten Fensterrahmungen. Dachzone mit 3 Zwerchhäuschen m. Ladeluken. Ende 19.Jh.                            | 34340782                                          |                |
| Neuer Weg 9 53° 35′ 45″ N, 7° 12′ 32″ O            | Wohn-/ Geschäftshaus                          | 2-gesch. Backsteinbau, erbaut 1. H. 19. Jh., mittleres Gebäude von ehem. 3 Packhäusern. | 34341778                                          | BW             |
| Neuer Weg 23 53° 35′ 41″ N, 7° 12′ 35″ O           | Adler-Apotheke                                | 2-gesch. klassizistischer Ziegelbau mit verputzter Fassade in Quaderimitation unter Walmdach. Mitte 19.Jh.                                                                                             | 34340814                                          |                |
| Neuer Weg 26 / 27 53° 35′ 40″ N, 7° 12′ 37″ O      | Hotel "Deutsches Haus"                        | Straßenprägendes, dreigeschossiges, traufenständiges Gebäude, Putzfassade mit Dekor, um 1900. | 34341696                                          | BW             |
| Neuer Weg 47 53° 35′ 34″ N, 7° 12′ 43″ O           | Sparkasse                                     | 2-gesch. Massivbau unter Mansarddach. Straßenfront in Ziegelmauerwerk, durch Mauerpfeiler m. Werksteinkapitellen gegliedert. Zwischenfelder in Werkstein. Betonter Eingang. Um 1910                    | 34340843                                          |                |
| Neuer Weg 57 53° 35′ 31″ N, 7° 12′ 46″ O           | Wohn-/ Geschäftshaus                          | 2-gesch., giebelständiger Backsteinbau mit Putzfassade, datiert 1861. | 34341751                                          | BW             |
| Neuer Weg 66 53° 35′ 30″ N, 7° 12′ 43″ O           | Wohn-/ Geschäftshaus                          | 2-gesch., giebelständiger Backsteinbau mit Putzdekor, erbaut 1900-1910. | 34341724                                          | BW             |
| Neuer Weg 71 53° 35′ 31″ N, 7° 12′ 42″ O           | "Speicher de Hoop"                            | | 34341565                                          |                |
| Neuer Weg 73 53° 35′ 32″ N, 7° 12′ 42″ O           | Wohn-/ Geschäftshaus                          | Zweigeschossiges, traufständiges Gebäude mit rückwärtigen Anbauten, straßenseitiges Frontispiz, erbaut 18. Jh., aufgestockt, Anfang 19. Jh.                                                            | 34341670                                          | BW             |
| Neuer Weg 76 53° 35′ 33″ N, 7° 12′ 42″ O           | Wohn-/ Geschäftshaus                          | Eingeschossiges, giebelständiges Gebäude um 1900 mit rückwärtigem Anbau. | 34344744                                          | BW             |
| Neuer Weg 77 53° 35′ 33″ N, 7° 12′ 41″ O           | Wohn-/ Geschäftshaus                          | Giebelständiger 2-gesch. Backsteinbau mit Putzgliede rungen unter Mansarddach. Großer Saal mit Stuckdecke und Kachelofen im OG. Treppenhaus mit Schablonenmalerei. Erbaut um 1890.                     | 34344825                                          | BW             |
| Neuer Weg 77 53° 35′ 33″ N, 7° 12′ 40″ O           | Packhaus                                      | Langgestreckter 2-gesch. Ziegelbau unter Satteldach. Nördliche Traufseite mit 2 Zwerchhäuschen und Ladeluken. Einige Wandöffnungen verändert. Um 1870.                                                 | 34343581                                          | BW             |
| Neuer Weg 78 53° 35′ 33″ N, 7° 12′ 41″ O           | 'Neuer-Weg-Schule'                            | Eingeschossiges Saalgebäude von 1886. | 34344714                                          |                |
| Neuer Weg 81 53° 35′ 34″ N, 7° 12′ 41″ O           | Wohn-/Geschäftshaus                           | 2-gesch. traufständiger Ziegelbau mit reichen, z. T. bemalten Ziegelgliederungen. Um 1880. Rückwärtig 2-gesch. Flügel in Ziegelbauweise, wohl 1.Hälfte 19.Jh.                                          | 34343611                                          |                |
| Neuer Weg 82 53° 35′ 34″ N, 7° 12′ 40″ O           | Wohn-/Geschäftshaus                           | 2-geschossiger, z. T. verputzter Ziegelbau unter Mansarddach. EG Ladeneinbau. 1914. | 34343641                                          | BW             |
| Neuer Weg 85 53° 35′ 35″ N, 7° 12′ 40″ O           | Wohn-/Geschäftshaus                           | | 34343671                                          |                |
| Neuer Weg 89 53° 35′ 36″ N, 7° 12′ 39″ O           | Wohn-/ Geschäftshaus                          | 2-gesch. 3-achsiger Ziegelbau auf hohem Kellergeschoss unter Walmdach. Um 1800. Rückwärtig umgenutztes Lagergebäude.                                                                                   | 34343704                                          |                |
| Neuer Weg 91 53° 35′ 37″ N, 7° 12′ 38″ O           | Wohnhaus                                      | 2-gesch. traufständiger Putzbau unter Satteldach. 5-Achsen, Lisenengliederung. Ausgeprägtes Traufgesims. Ende 19.Jh.                                                                                   | 34343735                                          | BW             |
| Neuer Weg 92 53° 35′ 37″ N, 7° 12′ 38″ O           | Wohnhaus                                      | 2-gesch. 5-achsiger klassizistischer Ziegelbau m. Eckquaderung und kräftigem Traufgesims. Blockrahmenfenster. 1805. Im Garten massiver Pavillon auf polygonalem Grundriss.                             | 34343766                                          |                |
| Neuer Weg 93 53° 35′ 37″ N, 7° 12′ 37″ O           | Wohn-/ Geschäftshaus                          | 2-gesch. Putzbau unter Walmdach mit vorgeblendetem Traufenaufsatz. OG-Fenster putzgerahmt und verziert. EG Ladeneinbau.                                                                                | 34343797                                          | BW             |
| Neuer Weg 95 53° 35′ 38″ N, 7° 12′ 37″ O           | Wohn-/ Geschäftshaus                          | Im Kern 16. Jh.; nördl. Traufwand vermauerte Originalfenster, mit rückwärtigem Anbau 18. Jh. | 34344562                                          | BW             |
| Neuer Weg 96 53° 35′ 38″ N, 7° 12′ 37″ O           | Wohn-/ Geschäftshaus                          | Zweigeschossiger Bau, Anfang 19. Jh.; Kranzgesims, im Kern um1600. | 34344532                                          | BW             |
| Neuer Weg 99 53° 35′ 39″ N, 7° 12′ 36″ O           | Wohn-/ Geschäftshaus                          | 2-gesch. giebelständiger Klinkerbau unter Satteldach. Gut gestalteter Bau mit zeitgenössischem Ladeneinbau und Erker im OG. 1925/30.                                                                   | 34343825                                          | BW             |
| Neuer Weg 100 53° 35′ 39″ N, 7° 12′ 35″ O          | Wohn-/ Geschäftshaus                          | Zweigeschossiger, giebelständiger Bau, Anfang 20. Jh.; im Kern älter. | 34344594                                          | BW             |
| Neuer Weg 102 53° 35′ 40″ N, 7° 12′ 35″ O          | Wohn-/ Geschäftshaus                          | Giebelständiger, zweigeschossiger Bau um 1900, EG ältere Bausubstanz. | 34344624                                          | BW             |
| Neuer Weg 103 53° 35′ 40″ N, 7° 12′ 35″ O          | Wohn-/ Geschäftshaus                          | Zweigeschossiges, giebelständiges Haus um 1900. | 34344654                                          | BW             |
| Neuer Weg 105 53° 35′ 40″ N, 7° 12′ 34″ O          | Wohn-/ Geschäftshaus                          | | 34343856                                          | BW             |
| Neuer Weg 107 53° 35′ 41″ N, 7° 12′ 34″ O          | Wohn-/ Geschäftshaus                          | Giebelständig/zweigeschossig/um 1900 mit Ziegeldekor. | 34344684                                          | BW             |
| Neuer Weg 109 53° 35′ 42″ N, 7° 12′ 33″ O          | Wohn-/ Geschäftshaus                          | 2-gesch. gelber Ziegelbau unter Walmdach. Über seitlichem Eingang gusseiserner Balkon auf Gußsäulen. Zierelemente durch rote Ziegel und Formsteine. Um 1910.                                           | 34343884                                          | BW             |
| Neuer Weg 110 53° 35′ 42″ N, 7° 12′ 33″ O          | Wohn-/ Geschäftshaus                          | 2-gesch. Ziegelbau unter Mansarddach. EG mit Putzquaderungen und zeitgenössischem Ladeneinbau. Um 1915.                                                                                                | 34343915                                          | BW             |
| Neuer Weg 111 53° 35′ 42″ N, 7° 12′ 32″ O          | Wohnhaus                                      | 2-gesch. giebelständiger Putzbau, erbaut um 1900. | 34343946                                          | BW             |
| Neuer Weg 119 53° 35′ 44″ N, 7° 12′ 30″ O          | Tabakfabrik Steinbömer und Lubinus (Packhaus) | 2-gesch. Backsteinbau unter Satteldach mit überwiegend erhaltener Fenstergliederung. An östlicher Traufseite Inschriftenplatte ("... Steinbömer und Lubinus / Anno 1786 (ü) 1801")                     | 34337210                                          | BW             |
| Neuer Weg 119 53° 35′ 44″ N, 7° 12′ 29″ O          | Tabakfabrik Steinbömer und Lubinus (Packhaus) | 2-gesch. Backsteinbau unter großem Mansarddach. Am Nordgiebel Inschriftenplatte ("Steinbömer und Lubinus/Erbauet...1869").                                                                             | 34337144                                          | BW             |
| Neuer Weg 120 53° 35′ 45″ N, 7° 12′ 30″ O          | Ehem. 'Behrend'sche Haus'                     | 2-gesch. traufständiger Backsteinbau mit Sandsteingesims unter Halbwalmdach. Rücktraufe mit Resten der urspr. Fenster. Im Kern um 1600; Umbau 19. Jh.; EG Ladeneinbau. Rückw. Anbau.                   | 34340872                                          | BW             |
| Norddeicher Straße 2 53° 35′ 48″ N, 7° 11′ 59″ O   | Ulrichs-Gymnasium                             | 2-gesch. gelber Ziegelbau mit rot abgesetztem Traufgesims unter Walmdach. Breiter Eingangsrisalit. Rundbogenfenster mit Kämpferbetonung und schmaler Verdachung. 1877.                                 | 34340901                                          | Weitere Bilder |
| Norddeicher Straße 5 53° 35′ 48″ N, 7° 11′ 59″ O   | Villa                                         | Wohnhaus mit Kniestock in Formenelem. des Heimatst. errichtet. Putzbau m. Backsteinglieder. Originale Innenausst.(Stuckdecken, Supraporten) erhalten. Orig. Fenster. Um 1905.                          | 34340901                                          | Weitere Bilder |
| Norddeicher Straße 6 53° 35′ 52″ N, 7° 11′ 53″ O   | Wohnhaus mit Vorgarten                        | Einstöckiger, giebelständiger Backsteinbau mit Satteldach. Putzgliederung in Neurenaissanceformen. Um 1900. Südöstlich jüngerer Anbau mit Dachbalkon.                                                  | 34339377/1/-/ 34337758 34339377                   | Weitere Bilder |
| Norddeicher Straße 7 53° 35′ 52″ N, 7° 11′ 52″ O   | Wohnhaus mit Vorgarten                        | Einstöckiger, giebelständiger Backsteinbau mit Satteldach. Putzgliederung. Seitlicher Eingang mit Veranda. Um 1900.                                                                                    | 34339401/1/-/ 34337785 34339401                   | Weitere Bilder |
| Norddeicher Straße 9 53° 35′ 52″ N, 7° 11′ 51″ O   | Wohnhaus mit Vorgarten                        | Einstöckiger, traufseitiger Backsteinbau; zweistöckiger Eckrisalit mit Giebel. Vor der Fassade dreibogige Holzveranda. Um 1900.                                                                        | 34339450/1/-/ 34337841 34339450                   | Weitere Bilder |
| Norddeicher Straße 10 53° 35′ 53″ N, 7° 11′ 51″ O  | Wohnhaus mit Vorgarten                        | 2-gesch. Backsteinvilla m. Satteldach, Eckrisalit m. Giebeldreieck Putzgliederung in Neurenaissanceformen. Vor dem Eingang an der Fassade 1- gesch. Holzveranda. Um 1900. Rückw. Erweiterung von 1982  | 34339731/1/-/ 34337481 34339731                   | Weitere Bilder |
| Norddeicher Straße 11 53° 35′ 53″ N, 7° 11′ 50″ O  | Wohnhaus mit Vorgarten                        | 2-gesch. Backsteinvilla m. Satteldach, Eckrisalit m. Giebeldreieck Putzgliederung in Neurenaissanceformen. Vor dem Eingang an der Fassade 1- gesch. Holzveranda. Um 1900. Rückw. Erweiterung von 1982. | 34339474/1/-/ 34337868 34339474                   | Weitere Bilder |
| Norddeicher Straße 12 53° 35′ 53″ N, 7° 11′ 49″ O  | Wohnhaus mit Vorgarten                        | Zweistöckiger Putzbau mit Walmdach. Im EG Erkervorbau. Gliederung vom Jugendstil beeinflusst. Um 1905/10.                                                                                              | 34339173/1/-/ 34337895 34339173                   | Weitere Bilder |
| Norddeicher Straße 13 53° 35′ 54″ N, 7° 11′ 49″ O  | Wohnhaus mit Vorgarten                        | Zweistöckiger Backsteinbau mit Walmdach. Eckrisalit mit Giebel. Sparsame Putzgliederung. Um 1905. | 34339654/1/-/ 34337922 34339654                   | Weitere Bilder |
| Norddeicher Straße 14 53° 35′ 54″ N, 7° 11′ 48″ O  | Wohnhaus mit Vorgarten                        | Einstöckiger, giebelständiger Putzbau mit Backsteingliederung. Dachüberstand verändert. Um 1900/05. | 34339523/1/-/ 34337949 34339523                   | Weitere Bilder |
| Norddeicher Straße 15 53° 35′ 54″ N, 7° 11′ 47″ O  | Wohnhaus                                      | 1-gesch. Putzbau mit 2-gesch. Risaliten zur Norddeicher- und Feldstraße als Eckbetonung. Im Winkel dazwischen neuer einstöckiger Anbau mit Dachbalkon. Um 1900.                                        | 34337976                                          | Weitere Bilder |
| Norddeicher Straße 16 53° 35′ 55″ N, 7° 11′ 47″ O  | Wohnhaus mit Vorgarten                        | Zweistöckiger Backsteinbau mit Satteldach, Eckrisalit mit Giebeldreieck. Putzgliederung mit Neurenaissanceformen. Vor der Fassade veränderte, zweistöckige Holzveranda. Um 1900.                       | 34339327 34339498/1/-/ 34338002 34339327 34339498 | Weitere Bilder |
| Norddeicher Straße 17 53° 35′ 55″ N, 7° 11′ 46″ O  | Wohnhaus mit Vorgarten                        | Einstöckiger, giebelständiger Backsteinbau mit Satteldach. Putzgliederung. Um 1900. Weitgehend identisch mit Haus Nr. 11.                                                                              | 34339353/1/-/ 34338029 34339353                   | Weitere Bilder |
| Norddeicher Straße 18 53° 35′ 55″ N, 7° 11′ 45″ O  | Wohnhaus mit Vorgarten                        | Einstöckiger, giebelständiger Putzbau mit Krüppelwalmdach. Im EG seitlicher Erkervorbau. Gliederung Backstein und Putz. Anklänge des Reformstils. Um 1900.                                             | 34339122/1/-/ 34338056 34339122                   | Weitere Bilder |
| Norddeicher Straße 19 53° 35′ 55″ N, 7° 11′ 45″ O  | Wohnhaus mit Vorgarten                        | Einstöckiger, giebelständiger Putzbau, verwandt mit der „Oldenburger Hundehütte“. Um 1900. Seitlich neuer Anbau, Dachüberstand verändert.                                                              | 34338824/1/-/ 34338083 34338824                   | Weitere Bilder |
| Norddeicher Straße 20 53° 35′ 56″ N, 7° 11′ 44″ O  | Wohnhaus mit Vorgarten                        | Zweistöckiger Putzbau mit Mansardwalmdach. Seitlicher Risalit mit Schweifgiebel. Straßenseitig einstöckiger Veranda-Anbau, verändert. Jugendstilelemente. Um 1910.                                     | 34339962/1/-/ 34337513 34339962                   | Weitere Bilder |
| Norddeicher Straße 21 53° 35′ 56″ N, 7° 11′ 43″ O  | Wohnhaus mit Vorgarten                        | Einstöckiger, giebelständiger Putzbau; seitlicher Treppenhausanbau mit Giebel und einstöckiger Holzveranda mit Schleppdach. Jugendstilgliederung aus Backstein. Um 1910.                               | 34338848/1/-/ 34338110 34338848                   | Weitere Bilder |
| Norddeicher Straße 22 53° 35′ 56″ N, 7° 11′ 43″ O  | Wohnhaus mit Vorgarten                        | Einstöckiger, giebelständiger Putzbau; seitlicher Treppenhausanbau mit Giebel und einstöckiger Holzveranda mit Schleppdach. Jugendstilgliederung aus Backstein. Um 1910.                               | 34339625/1/-/ 34337540 34339625                   | Weitere Bilder |
| Norddeicher Straße 23 53° 35′ 56″ N, 7° 11′ 43″ O  | Wohnhaus mit Vorgarten                        | Einstöckiger Putzbau mit Mansardenwalmdach. Zweistöckiger Standerker an der Fassadenecke. Um 1910/15.                                                                                                  | 34338872/1/-/ 34338137 34338872                   | Weitere Bilder |
| Norddeicher Straße 26 53° 35′ 58″ N, 7° 11′ 40″ O  | Wohnhaus mit Vorgarten                        | Einstöckiger, giebelständiger Putzbau; seitlicher Treppenhausanbau mit Giebel und einstöckiger Holzveranda mit Schleppdach. Jugendstilgliederung aus Backstein. Um 1910.                               | 34338921/1/-/ 34338193 34338921                   | Weitere Bilder |
| Norddeicher Straße 105 53° 36′ 7″ N, 7° 11′ 21″ O  | Gulfhaus                                      | 1-gesch. Wohnteil mit Ecklisenen, Trauftürmchen, Giebelbekrönung und kräftigem Ortganggesims. Segmentbogenfenster mit Verdachung. Um 1890.                                                             | 34340929                                          | BW             |
| Norddeicher Straße 119 53° 36′ 0″ N, 7° 11′ 36″ O  | Wohnhaus mit Vorgarten                        | Einstöckiger Putzbau mit Satteldach, Traufe um Giebel umlaufend. Im Zentrum der Fassade konvexer Erkervorbau, darüber Zwerchhaus mit Schweifgiebel. Jugendstilelemente. Um 1915/20.                    | 34338945/1/-/ 34338220 34338945                   | Weitere Bilder |
| Norddeicher Straße 120 53° 36′ 0″ N, 7° 11′ 37″ O  | Wohnhaus mit Vorgarten                        | Einstöckiger, traufständiger Putzbau; Eckrisalit mit Giebel. Vor der Fassade veränderte Veranda. Um 1900.                                                                                              | 34338970/1/-/ 34338248 34338970                   | Weitere Bilder |
| Norddeicher Straße 121 53° 35′ 59″ N, 7° 11′ 38″ O | Wohnhaus mit Vorgarten                        | Eckhaus. Einstöckige, giebelständiger Putzbau in der Art der „Oldenburger Hundehütte“. Neubarocke Stuckgliederung. Um 1900.                                                                            | 34339001/1/-/ 34338276 34339001                   | Weitere Bilder |
| Norddeicher Straße 123 53° 35′ 58″ N, 7° 11′ 40″ O | Wohnhaus mit Vorgarten                        | Einstöckiger, giebelständiger Backsteinbau. Putzgliederung. Dachüberstand verändert. Um 1900. | 34338800/1/-/ 34338332 34338800                   | Weitere Bilder |
| Norddeicher Straße 124 53° 35′ 58″ N, 7° 11′ 41″ O | Doppelhaus mit Vorgarten                      | Einstöckiger Backsteinbau mit großem zentralen Zwerchhaus, Stichbogenfenster. Um 1900. Ursprünglich evtl. Gasthaus. An SO-Ecke jüngerer Apothekeneinbau, dem Gesamtbild angepasst.                     | 34339042/1/-/ 34338359 34339042                   | Weitere Bilder |
| Norddeicher Straße 128 53° 35′ 57″ N, 7° 11′ 44″ O | Wohnhaus mit Vorgarten                        | Einstöckiger, giebelständiger Backsteinbau. Putzgliederung. Dachüberstand verändert. Um 1900. | 34339271/1/-/ 34338445 34339271                   | Weitere Bilder |
| Norddeicher Straße 129 53° 35′ 56″ N, 7° 11′ 45″ O | Wohnhaus mit Vorgarten                        | Einstöckiger, giebelständiger Putzbau mit Mansarddach. Konvexer Erkervorbau. Jugendstilelemente. Um 1910/15.                                                                                           | 34339095/1/-/ 34338472 34339095                   | Weitere Bilder |
| Norddeicher Straße 132 53° 35′ 55″ N, 7° 11′ 47″ O | Wohnhaus mit Vorgarten                        | Einstöckiger, giebelständiger Putzbau in der Art der „Oldenburger Hundehütte“. Um 1900. | 34339197/1/-/ 34338499 34339197                   | Weitere Bilder |
| Norddeicher Straße 133 53° 35′ 55″ N, 7° 11′ 47″ O | Wohnhaus mit Vorgarten                        | Einstöckiger, giebelständiger Putzbau in der Art der „Oldenburger Hundehütte“. Um 1900. | 34339149/1/-/ 34338526 34339149                   | Weitere Bilder |
| Norddeicher Straße 134 53° 35′ 55″ N, 7° 11′ 48″ O | Wohnhaus                                      | Putzbau mit hohem Backsteinsockel, Walmdach. Originaler Ladeneinbau mit Jugendstildekor über Ladentür und Schaufenstern. Um 1905.                                                                      | 34338553                                          | Weitere Bilder |
| Norddeicher Straße 135 53° 35′ 55″ N, 7° 11′ 48″ O | Wohnhaus mit Vorgarten                        | Zweistöckiger Backsteinbau mit Putzgliederung und Walmdach. Auf Nordwestseite Mittelrisalit mit Eingang. Neurenaissanceelemente. Um 1900.                                                              | 34339596/1/-/ 34337601 34339596                   | Weitere Bilder |
| Norddeicher Straße 136 53° 35′ 54″ N, 7° 11′ 49″ O | Wohnhaus mit Vorgarten                        | Einstöckiger Backsteinbau, giebelständig. Putzgliederung.Fensteröffnungen z. T. verändert. Um 1900. | 34339547/1/-/ 34338580 34339547                   | Weitere Bilder |
| Norddeicher Straße 137 53° 35′ 54″ N, 7° 11′ 50″ O | Wohnhaus mit Vorgarten                        | Einstöckiger, giebelständiger Putzbau in der Art der “Oldenburger Hundehütte”. Um 1900. | 34339678/1/-/ 34338607 34339678                   | Weitere Bilder |
| Norddeicher Straße 138 53° 35′ 54″ N, 7° 11′ 51″ O | Wohnhaus mit Vorgarten                        | Einstöckiger, traufseitiger Putzbau; Eckrisalit mit Giebel. Heimatstilformen. Um 1900. | 34339760/1/-/ 34337633 34339760                   | Weitere Bilder |
| Norddeicher Straße 139 53° 35′ 53″ N, 7° 11′ 51″ O | Wohnhaus mit Vorgarten                        | Zweistöckige Backsteinvilla, traufständig, Eckrisalit mit Giebel. An Fassade Holzveranda mit Dachbalkon. Putzgliederung in Jugendstilformen. Bemerkenswerte Jugendstilfenster. Um 1905.                | 34339789/1/-/ 34337665 34339789                   | Weitere Bilder |
| Norddeicher Straße 141 53° 35′ 53″ N, 7° 11′ 53″ O | Wohnhaus mit Vorgarten                        | 1-gesch. Backsteinbau m. Satteldach; 2-gesch. Eckrisalit m.Giebel. Putzglied. in Neurenaissanceformen. Vor der Fassade reich verzierte Holzveranda. Rückw. gleichzeitiger Wirtschaftsanbau. 1901.      | 34339702/1/-/ 34337695 34339702                   | Weitere Bilder |
| Norddeicher Straße 142 53° 35′ 52″ N, 7° 11′ 53″ O | Wohnhaus mit Vorgarten                        | Einstöckiger, giebelständiger Backsteinbau; Gliederung durch gelbe Backsteinbänder. Um 1900. | 34339913/1/-/ 34338663 34339913                   | Weitere Bilder |
| Norddeicher Straße 143 53° 35′ 52″ N, 7° 11′ 54″ O | Wohnhaus mit Vorgarten                        | Einstöckiger, giebelständiger Backsteinbau; Putzgliederung in Neurenaissanceformen. Um 1900. | 34339889/1/-/ 34338690 34339889                   | Weitere Bilder |
| Norddeicher Straße 145 53° 35′ 51″ N, 7° 11′ 56″ O | Wohnhaus mit Vorgarten                        | Einstöckiger, giebelständiger Putzbau mit hohem Backsteinsockel. Putzgliederung vom Jugendstil beeinflusst. Um 1905/10.                                                                                | 34339840/1/-/ 34338746 34339840                   | Weitere Bilder |
| Norddeicher Straße 146 53° 35′ 51″ N, 7° 11′ 56″ O | Wohnhaus mit Vorgarten                        | 1-gesch. Eckbau zum Brummelkamp. Beide Straßenfassaden mit 2-gesch. Risalit, urspr. mit Schweifgiebeln. Eck-Ladeneinbau mit aufwendigem Portal. Backsteinbau mit Putzgliederungen. Um 1900.            | 34339816/1/-/ 34338773 34339816                   | Weitere Bilder |
| Norddeicher Straße 159 53° 35′ 48″ N, 7° 12′ 3″ O  | Gemeindehaus                                  | Giebelständiger 1-gesch. Ziegelbau. Traufseiten rundbogige Gusseisen-Sprossenfenster, am Straßengiebel durch Kunststoff-Fenster ersetzt.                                                               | 34342474                                          | BW             |

## O
| Lage                                        | Bezeichnung                                | Beschreibung | ID                              | Bild           |
| ------------------------------------------- | ------------------------------------------ | --- | ------------------------------- | -------------- |
| Osterstraße 5 53° 35′ 46″ N, 7° 12′ 23″ O   | "Schöningh'sches Haus"                     | Stattliches ehem. Patrizierhaus im Renaissancestil. 3-gesch. Ziegelbau mit Sandsteingliederung. In Fenstern aufgelöste Giebelwand m. Stufengiebel u. reicher figürlicher Ornamentik. 1576. | 34340957                        |                |
| Osterstraße 6 53° 35′ 46″ N, 7° 12′ 24″ O   | Wohn-/ Geschäftshaus                       | | 34342496                        | BW             |
| Osterstraße 14 53° 35′ 47″ N, 7° 12′ 27″ O  | OLB-Landesbank                             | Traufständiges, fünfachsiges Gebäude, erbaut Mitte 19. Jh., Fassade Anfang 20. Jh. | 34342236                        |                |
| Osterstraße 15 53° 35′ 47″ N, 7° 12′ 28″ O  | Wohn-/ Geschäftshaus                       | Langgestrecktes, zweigeschossiges Gebäude um 1900, Putzfassaden. | 34342265                        | BW             |
| Osterstraße 17 53° 35′ 47″ N, 7° 12′ 29″ O  | Wohn-/ Geschäftshaus                       | 2-gesch. Eckgebäude in Ziegelbauweise mit Putzgliederungen. Betonung des DG mit geschweiften Zwerchgiebeln. Große Schaufenster im EG.                                                      | 34341018                        | BW             |
| Osterstraße 21 53° 35′ 48″ N, 7° 12′ 33″ O  | St.-Ludgerus-Kirche                        | Einschiffiger Ziegelbau mit Querschiff und halbrunder Apsis. Südgiebel mit profiliertem Rundbogenportal und schmalem Glockenturm (Rundbogenstil). 1895.                                    | 52918724                        | Weitere Bilder |
| Osterstraße 22 53° 35′ 48″ N, 7° 12′ 33″ O  | Wohn-/ Geschäftshaus                       | | 52918724                        | BW             |
| Osterstraße 30 53° 35′ 50″ N, 7° 12′ 36″ O  | Landeszentralbank                          | 2-gesch. Massivbau mit niedrigem Drempelgeschoss unter Walmdach. Fassade Quadermauerwerk, OG verputzt. Fenster werksteingerahmt. Balkon auf Konsolen mit Arkanthusblättern. Um 1910.       | 34341073                        | BW             |
| Osterstraße 33 53° 35′ 51″ N, 7° 12′ 39″ O  | Wohnhaus                                   | 2-gesch., traufständiger Putzbau erbaut um 1860, ehem. Verwaltungsbau der Eisengießerei Norden.                                                                                            | 34342294                        | BW             |
| Osterstraße 34 53° 35′ 52″ N, 7° 12′ 40″ O  | Villa (Direktorvilla Eisengießerei Norden) | Freistehender 1-gesch. Putzbau auf verschachteltem Grundriss unter reizvoller Dachlandschaft. Besonders qualitätvolle Heimatstilformen. Originale Fenster seit Erfassung ersetzt. 1912.    | 34341101                        | BW             |
| Osterstraße 37 53° 35′ 54″ N, 7° 12′ 44″ O  | Wohnhaus mit Einfriedung "Haus Sandmann"   | Freistehender gelber Ziegelbau mit Zierelementen in roten Ziegeln und putzgerahmten Fenstern. Um 1905. Grundstück durch Gitterzaun auf Mauersockel eingefriedet.                           | 34342635/1/-/ 34341129 34342635 | BW             |
| Osterstraße 139 53° 35′ 48″ N, 7° 12′ 36″ O | Baptisten-Kirche                           | Einschiffiger Saalbau in Ziegelbauweise mit Spitzbogenfenstern. Profiliertes Trauf- u. Giebelgesims. Im Norden und Osten Anbauten. Um 1900.                                                | 34341157                        | Weitere Bilder |
| Osterstraße 140 53° 35′ 48″ N, 7° 12′ 34″ O | Wohn-/ Geschäftshaus                       | Kleiner 1-gesch. giebelständiger Backsteinbau von 3 Achsen. Segmentbogenfenster erhalten. 2.Hälfte 19.Jh.                                                                                  | 34341189                        | BW             |
| Osterstraße 153 53° 35′ 46″ N, 7° 12′ 25″ O | Cafe "Ten Cate"                            | Zweigeschossiges, giebelständiges Gebäude mit Ecktürmchen, Putzbau um 1900 | 34342179                        |                |
| Osterstraße 157 53° 35′ 45″ N, 7° 12′ 24″ O | Wohn-/ Geschäftshaus                       | 2-gesch. giebelständiger Massivbau, vermutlich 16. Jh.; Mauerwerk z. T. in Klosterformat. Kreuzgratgewölbe im Keller. DG wohl original Dielung, Dachstuhl erneuert.                        | 34341215                        | BW             |
| Osterstraße 158 53° 35′ 45″ N, 7° 12′ 23″ O | Wohn-/ Geschäftshaus                       | 2-geschossiges traufständiges Wohnhaus mit rückwärtigem Anbau, im Kern 16. Jh. | 34341243                        | BW             |
| Osterstraße 159 53° 35′ 45″ N, 7° 12′ 23″ O | Wohn-/ Geschäftshaus                       | Zweigeschossiges, giebelständiges Gebäude im Kern um 1600, Fassade um 1900. 1835. | 34342208                        | BW             |
| Osterstraße 160 53° 35′ 45″ N, 7° 12′ 22″ O | "Schwanenapotheke"                         | 2-gesch. klassizistischer Ziegelbau unter Walmdach an der Ecke zum Marktplatz. Prachtvoll geschnitztes Oberlicht im EG, sowie Halbkreissprossenfenster im flachen Zwerchgiebel. 1835       | 34336631                        |                |

## P
| Lage                                      | Bezeichnung             | Beschreibung                                                                                 | ID       | Bild |
| ----------------------------------------- | ----------------------- | -------------------------------------------------------------------------------------------- | -------- | ---- |
| Parkstraße 7 53° 36′ 17″ N, 7° 11′ 41″ O  | Gulfhaus                | Von 1865, mit bis zum Wohngiebel führender Durchfahrt. Ziegelbau mit verändertem Wohngiebel. | 34341269 | BW   |
| Parkstraße 12 53° 36′ 13″ N, 7° 11′ 41″ O | Gut Lintel Herrenhaus   | Klassizistischer Backsteinbau aus 1.Hälfte 19.Jh. Mit modernen Anbauten.                     | 34343977 | BW   |
| Parkstraße 12 53° 36′ 13″ N, 7° 11′ 42″ O | Gut Lintel Erbbegräbnis |                                                                                              | 34344010 | BW   |
| Parkstraße 12 53° 36′ 11″ N, 7° 11′ 44″ O | Gut Lintel Park         | Parkgrundstück mit langgestreckter Allee im Süden.                                           | 34344035 | BW   |

## S
| Lage                                           | Bezeichnung                          | Beschreibung | ID                              | Bild           |
| ---------------------------------------------- | ------------------------------------ | --- | ------------------------------- | -------------- |
| Schlachthausstraße 53° 35′ 23″ N, 7° 12′ 31″ O | Schlachthof (Büro)                   | 1-geschossiger Ziegelbau von 1890. | 34344066                        |                |
| Schlachthausstraße 53° 35′ 22″ N, 7° 12′ 31″ O | Schlachthof (Schlachthaus)           | 1-gesch. Ziegelbau unter flachem Dach m. Veränderungen. 1890. | 34344097                        | BW             |
| Schlachthausstraße 53° 35′ 21″ N, 7° 12′ 32″ O | Schlachthof (Stall)                  | 1-geschossiger Ziegelbau mit erhöhtem Mittelteil von 1890. | 34344126                        | BW             |
| Schulstraße 1 53° 36′ 3″ N, 7° 12′ 22″ O       | Wohnhaus                             | Von der Straße zurückliegender 1-gesch. traufständiger Ziegelbau unter Satteldach. 8 Achsen, zurückhaltende Gliederung. 1890. | 34341296                        | BW             |
| Schulstraße 4 53° 36′ 6″ N, 7° 12′ 26″ O       | Wohnhaus mit Einfriedung             | 1-/2-gesch. Putzbau auf Eckgrundstück mit gusseisernem Eingangsvorbau. Reiche Putzgliederungen. Um 1890. | 34342661/1/-/ 34341323 34342661 | BW             |
| Schulstraße 24 53° 36′ 14″ N, 7° 12′ 42″ O     | Wohnhaus                             | 2-gesch. traufständiger klassizistischer Ziegelbau unter Walmdach. Einige Fensteröffnungen zugesetzt. 1773 von dem Kaufmann Johann Hinrich Finel erbaut. | 34340048                        | BW             |
| Schulstraße 25 53° 36′ 13″ N, 7° 12′ 41″ O     | Schule                               | 2-gesch. Ziegelbau unter Krüppelwalmdach mit 2-gesch. Eingangsvorbau, Lisenengliederung u. Ziegelziersetzung. Um 1895. | 34340076                        | BW             |
| Schulstraße 26 53° 36′ 13″ N, 7° 12′ 39″ O     | Wohnhaus                             | 2-gesch. Putzbau unter Satteldach m. 1-gesch. S eitenflügeln. Lisenengliederung, Putzrahmungen u. Gesimsbänderung. Um 1890. | 34340103                        |                |
| Schulstraße 28 53° 36′ 11″ N, 7° 12′ 36″ O     | Doppelhaus                           | 1-gesch. traufständiger Putzbau von 6 Achsen mit mittigen Eingängen. Fenster, Eingänge und Gebäudeecken in Ziegel abgesetzt. Um 1890. | 34341350                        | BW             |
| Schulstraße 31 53° 36′ 10″ N, 7° 12′ 34″ O     | Wohnhaus                             | 1 1/2-gesch. freistehender Putzbau unter Satteld ach. Fenster, Eingang und Gebäudeecken ziegelgerahmt. Schöner offener hölzerner Eingangsvorbau. Um 1890. | 34341377                        | BW             |
| Schulstraße 33 53° 36′ 7″ N, 7° 12′ 31″ O      | ehem. Schatthaus (Ekeler Vorwerk)    | 2-gesch. verputzter klassizistischer Backsteinbau unter Krüppelwalmdach. Blockrahmen und Schiebefenster (OG) erhalten. 1.Drittel 19.Jh. | 34341403                        |                |
| Schulstraße 67 53° 35′ 57″ N, 7° 12′ 10″ O     | Wohnhaus des Stadtbaumeisters Dorner | Eingeschossiger Ziegelbau auf niedrigem Sockel mit Satteldach, Schildgiebel mit Voluten am Giebelfuß und gewellter Kontur. Hauseingang auf nördlicher Trauffassade mit einläufiger, sechsstufiger Treppe und flachem Vordach. Fensteröffnungen grundsätzlich hochrechteckig, straßenseitiger Giebel mit polygonalem Erker rechts der Mittelachse und ovalem Fenster in Giebelspitze, am rückseitigen Giebel Hintereingang und die Fensteröffnungen der ehemals offenen Veranda rundbogig. Veranda, Hauseingang sowie Gebäudeecken durch gemauerte Quaderung betont. Sockel, die schmalen Mauerwerkspfeiler zwischen den Erkerfenstern, Traufgesims sowie die Voluten am Giebel durch helle Fassung vom dunklen Klinkermauerwerk abgesetzt. Auf dem Schornstein Wetterfahne als besenreitende Hexe. Hausstein mit Wappen, Katzen- und Hasenkopf sowie Erbauungsjahr 1926. Im Inneren bauzeitliche Grundrissstruktur und Ausstattung weitgehend erhalten. | 51829278                        | BW             |
| Schulstraße 70 53° 35′ 59″ N, 7° 12′ 15″ O     | ehem. Pestalozzi-Schule              | Eingeschossiger Ziegelbau auf hohem Sockelgeschoss mit Satteldach. Die Giebel mit gestalteten Mauerwerksankern, spitzbogigem Fenster in der Giebelspitze und abschließender Firststaffel. An beiden Trauffassaden in Mittelachse dreieckig vorspringender Vorbau, an Südwestfassade mit spitzbogigen, offenen Arkaden und Haupteingang, an Nordostfassade zweigeschossig mit Nebeneingang. Beidseitig der Vorbauten jeweils vier hochrechteckige, eng aneinandergereihte Fenster. Errichtet 1929/30 nach Entwürfen des Stadtbaumeisters Dorner in zeit- und regionaltypischer Architektur mit Merkmalen des norddeutschen Backsteinexpressionismus. | 51829262                        | BW             |
| Synagogenweg 1 53° 35′ 41″ N, 7° 12′ 32″ O     | Gedenkstätte Ehem. Synagoge          | 1-gesch. Ziegelbau unter Satteldach. Trauf- u. Ortganggesims in Ziegelziersetzung. Fenster erhalten. 1891. Ehem. Wohnung des jüd. Vorsängers. | 34344153                        | Weitere Bilder |
| Synagogenweg 2 53° 35′ 41″ N, 7° 12′ 31″ O     | "Restaurant Klütje"                  | 1-gesch. Ziegelbau unter Satteldach. Trauf- u. Ortganggesims in Ziegelziersetzung. Fenster erhalten. 1891. Ehem. Wohnung des jüd. Vorsängers. | 34344181                        | BW             |
| Synagogenweg 3 53° 35′ 41″ N, 7° 12′ 30″ O     | Wohnhaus                             | 1-gesch. Ziegelbau unter Satteldach mit Zwerchhaus. Trauf- und Ortganggesimse in Ziegelziersetzung. 1891. Ehem. Wohnung des jüd. Lehrers. | 34344213                        | BW             |
| Synagogenweg 4 53° 35′ 42″ N, 7° 12′ 32″ O     | ehem. jüdische Schule                | 1-gesch. Backsteinbau mit Lisenengliederung von 1871. | 34344243                        |                |
| Synagogenweg 4 53° 35′ 41″ N, 7° 12′ 31″ O     | ehem. jüdische Schule (Einfriedung)  | | 34345586                        | BW             |

## W
| Lage                                            | Bezeichnung               | Beschreibung | ID       | Bild |
| ----------------------------------------------- | ------------------------- | --- | -------- | ---- |
| Westerstraße 1 53° 35′ 41″ N, 7° 12′ 9″ O       | Teemuseum                 | 1-gesch. giebelständiger Backsteinbau um 1600, Fassade um 1900 | 34341430 | BW   |
| Westerstraße 2 53° 35′ 41″ N, 7° 12′ 8″ O       | Wohn-/ Geschäftshaus      | 1-gesch., giebelständiges Backsteingebäude verputzt, im Kern 16. Jh. | 34342046 | BW   |
| Westerstraße 10 53° 35′ 39″ N, 7° 12′ 6″ O      | Wohn-/ Geschäftshaus      | 1-gesch. giebelständiger Ziegelbau. Verputzter Straße ngiebel mit Voluten und Giebelbekrönung. EG Ladeneinbau. 1800.                                                                | 34341456 | BW   |
| Westerstraße 35 53° 35′ 34″ N, 7° 11′ 52″ O     | Wohnhaus                  | 4-achsiger Ziegelbau, verputzt, um 1880. | 34344301 |      |
| Westerstraße 36 53° 35′ 33″ N, 7° 11′ 52″ O     | Wohnhaus                  | 3-achsiger Ziegelbau, um 1880. | 34344326 | BW   |
| Westerstraße 37 53° 35′ 33″ N, 7° 11′ 52″ O     | Wohnhaus                  | 5-achsiger Ziegelbau, verputzt, um 1880. | 34344352 |      |
| Westerstraße 38 53° 35′ 33″ N, 7° 11′ 51″ O     | Wohnhaus                  | 4-achsiger Ziegelbau, um 1880. | 34344377 |      |
| Westerstraße 39 53° 35′ 33″ N, 7° 11′ 51″ O     | Doppelhaus                | 8-achsiger Ziegelbau, um 1880. | 34344402 |      |
| Westerstraße 40 53° 35′ 33″ N, 7° 11′ 50″ O     | Wohnhaus                  | 3-achsiger Ziegelbau, um 1880. | 34344428 |      |
| Westerstraße 80 53° 35′ 38″ N, 7° 12′ 2″ O      | Wohn-/ Geschäftshaus      | 1-gesch., giebelständiger, kleiner Backsteinbau (Klosterformat), hintere Anbauten, mit Gr. Mühlenstr. 15 letztes Beispiel eines älteren Handwerkerhauses, Fassade um 1900 erneuert. | 34342124 | BW   |
| Westerstraße 89 53° 35′ 40″ N, 7° 12′ 5″ O      | Wohnhaus                  | 2-gesch. Renaissancegebäude mit restauriertem Straßengiebel. Westliche Traufseite mit Resten der urspr. sandsteingefaßten Fenster. 1656. Nach Norden älterer 1-gesch. Anbau.        | 34341479 |      |
| Westerstraße 90 53° 35′ 40″ N, 7° 12′ 6″ O      | Wohn-/ Geschäftshaus      | 2-gesch., traufständiger Backsteinbau, 5 Achsen, Ladeluke, Vollwalm, hinterer Anbau, erbaut 1820-30.                                                                                | 34342152 | BW   |
| Westerstraße 92 53° 35′ 41″ N, 7° 12′ 7″ O      | Wohn-/ Geschäftshaus      | 1-gesch., giebelständiger Backsteinbau mit Sandsteinvoluten, Anfang 19. Jh. | 34342073 | BW   |
| Westerstraße 96 53° 35′ 42″ N, 7° 12′ 7″ O      | Gasthaus                  | Langgestreckter 1-gesch. Backsteinbau im Klosterformat aus 17.Jh. mit neu vorgesetztem Giebel. Kellerfenster mit Entlastungsbögen erhalten. Nördliche Verlängerung Ende 19.Jh.      | 34336656 |      |
| Westlinteler Weg 48 53° 35′ 57″ N, 7° 10′ 50″ O | Wohn-/ Wirtschaftsgebäude | Kleinere Gulfanlage. Vorderhaus: giebelständiger Backsteinbau unter Satteldach, Anfang 20.Jh.; Gulfscheune mit originalem Gerüst, Mitte/Ende 19.Jh.                                 | 41854192 | BW   |

### Ehemalige Baudenkmale
| Bild           | Bezeichnung                          | Lage                                                         | Beschreibung | Bauzeit | Eingetragen seit | Denkmal- nummer  |
| -------------- | ------------------------------------ | ------------------------------------------------------------ | --- | ------- | ---------------- | ---------------- |
| BW             | Wohnhaus                             | Brückstraße 7 Karte                                          | Zweigeschossiges, giebelständiges Wohnhaus, erbaut 1. Hälfte 19.Jh., Umbau um 1900. |         |                  | 45201900345      |
| BW             | Wohnhaus                             | Große Mühlenstraße 67 Karte                                  | 1-gesch., giebelständiger Backsteinbau mit Drempel, Giebel verputzt, um 1600. |         |                  | 452019.00351     |
| BW             | Wohn-/Geschäftshaus (ehem. Wohnhaus) | Große Neustraße 15 Karte                                     | Wohn-/Geschäftshaus (ehem. Wohnhaus) |         |                  | 45201900254      |
| weitere Bilder | Wohnhaus                             | Norddeicher Straße 8 Karte                                   | Einstöckiger, giebelständiger Putzbau, um 1900. Fensteröffnungen völlig verändert. |         |                  | 452019.00367M001 |
| weitere Bilder | Wohnhaus                             | Norddeicher Straße 24 Karte                                  | Einstöckiges, giebelständiges Haus von 1911, 1991 völlig umgebaut und neu verblendet. Ursprünglich Putzbau. Vom Jugendstil beeinflusste Dachform erhalten.                              |         |                  | 452019.00380M001 |
| weitere Bilder | Wohnhaus                             | Norddeicher Straße 122 Karte                                 | Einstöckiger Neubau. |         |                  | 452019.00385M001 |
| weitere Bilder | Wohnhaus                             | Norddeicher Straße 126 Karte                                 | Völlig umgebaut. Ursprünglich einstöckiger Backsteinbau mit Eckrisalit, um 1900. |         |                  | 452019.00388M001 |
| weitere Bilder | Wohnhaus                             | Norddeicher Straße 127 Karte                                 | Völlig umgebaut. Einstöckiger Backsteinbau mit Eckrisalit. Um 1900. |         |                  | 452019.00389M001 |
| weitere Bilder | Wohnhaus                             | Norddeicher Straße 130 Flurstück: 030105-023-00011/002 Karte | 1-gesch. Wohnhaus m. Satteldach; Eckrisalit m. Zwerchhaus. Um1900. Durch Umbau um 1965 völlig verändert u. verputzt. 1995 Neuverblendung und Teilrekonstruktion; 1996 Stahl-Glas-Anbau. |         |                  | 452019.00242M001 |
| weitere Bilder | Wohnhaus                             | Norddeicher Straße 140 Karte                                 | Ursprünglich einstöckiges, giebelständiges Backsteinhaus, um 1900. Um 1950 (ü) aufgestockt.                                                                                             |         |                  | 452019.00397M001 |
| weitere Bilder | Wohnhaus                             | Norddeicher Straße 144 Karte                                 | Weitgehender Umbau der Zeit um 1960/65. Ursprünglich einstöckiger Backsteinbau mit Eckrisalit, um 1900.                                                                                 |         |                  | 452019.00400M001 |
| BW             | Packhaus, ehem. (‚Hermanns Zoo‘)     | Osterstraße 11 Karte                                         | Ziegelgebäude, erbaut Ende 19. Jh., auf rückwärtigem Grundstück |         |                  | 45201900236      |